# Lijn E (metro van New York)
De E Eighth Avenue Local of ook wel lijn E is een metrolijn die onderdeel is van de metro van New York. Op plattegronden, stationsborden en richtingfilms staat de lijn aangegeven in de kleur donkerblauw  omdat de lijn een dienst is op de Eighth Avenue Line door Manhattan.
Lijn E rijdt van Jamaica Center–Parsons/Archer in Jamaica, Queens naar World Trade Center in Lower Manhattan via Queens Boulevard en Eighth Avenue, als sneltrein in Queens en stoptrein in Manhattan.
| Lijn                                                                                   | Sporen                                           | Tijden   |
| -------------------------------------------------------------------------------------- | ------------------------------------------------ | -------- |
| Archer Avenue Line (hele lijn)                                                         | N/A                                              | hele dag |
| Queens Boulevard Line ten noorden van Briarwood–Van Wyck Boulevard                     | express                                          | spits    |
| Queens Boulevard Line tussen Van Wyck Boulevard en Forest Hills–71st Avenue            | express (local 's nachts, 's avonds en weekends) | hele dag |
| Queens Boulevard Line ten zuiden van 71st Avenue                                       | express ('s nachts local)                        | hele dag |
| Eighth Avenue Line van 42nd Street–Port Authority Bus Terminal naar World Trade Center | local                                            | hele dag |

## Stations
| Verklaring dienstregeling               | Verklaring dienstregeling                          |
| --------------------------------------- | -------------------------------------------------- |
| Stops all times                         | Stopt gehele dag                                   |
| Stops all times except late nights      | Stopt behalve 's avonds laat en 's nachts          |
| Stops late nights only                  | Stopt alleen 's avonds laat en 's nachts           |
| Stops late nights and weekends          | Stopt alleen 's avonds laat, 's nachts en weekends |
| Stops weekdays only                     | Stopt alleen op weekdagen                          |
| Stops rush hours in peak direction only | Stopt alleen spitsuur in de spitsrichting          |

|                               | Station                                 | Tijden                                             | Overstappunt                                          |
| Queens (Vanaf 179th Street)   | Queens (Vanaf 179th Street)             | Queens (Vanaf 179th Street)                        | Queens (Vanaf 179th Street)                           |
| ----------------------------- | --------------------------------------- | -------------------------------------------------- | ----------------------------------------------------- |
|                               | Jamaica-179th Street                    | Stopt alleen spitsuur in de spitsrichting          | E F                                                   |
|                               | Parsons Boulevard                       | Stopt alleen spitsuur in de spitsrichting          | E F                                                   |
| Queens (Vanaf Jamaica Center) |                                         |                                                    |                                                       |
|                               | Jamaica Center-Parsons/Archer           | Stopt gehele dag                                   | E J Z                                                 |
|                               | Sutphin Boulevard/Archer Avenue-JFK     | Stopt gehele dag                                   | E J Z LIRR, AirTrain JFK                              |
|                               | Jamaica-Van Wyck                        | Stopt gehele dag                                   | E                                                     |
| Alle treinen                  |                                         |                                                    |                                                       |
|                               | Briarwood                               | Stopt alleen 's avonds laat, 's nachts en weekends | E F                                                   |
|                               | Union Turnpike-Kew Gardens              | Stopt gehele dag                                   | E F LIRR                                              |
|                               | 75th Avenue                             | Stopt alleen 's avonds laat, 's nachts en weekends | E F                                                   |
|                               | Forest Hills-71st Avenue                | Stopt gehele dag                                   | E F G R V LIRR                                        |
|                               | 67th Avenue                             | Stopt alleen 's avonds laat en 's nachts           | E G R V                                               |
|                               | 63rd Drive-Rego Park                    | Stopt alleen 's avonds laat en 's nachts           | E G R V                                               |
|                               | Woodhaven Boulevard                     | Stopt alleen 's avonds laat en 's nachts           | E G R V                                               |
|                               | Grand Avenue-Newtown                    | Stopt alleen 's avonds laat en 's nachts           | E G R V                                               |
|                               | Elmhurst Avenue                         | Stopt alleen 's avonds laat en 's nachts           | E G R V                                               |
|                               | Roosevelt Avenue-Jackson Heights        | Stopt gehele dag                                   | E F G R V 7                                           |
|                               | 65th Street                             | Stopt alleen 's avonds laat en 's nachts           | E G R V                                               |
|                               | Northern Boulevard                      | Stopt alleen 's avonds laat en 's nachts           | E G R V                                               |
|                               | 46th Street                             | Stopt alleen 's avonds laat en 's nachts           | E G R V                                               |
|                               | Steinway Street                         | Stopt alleen 's avonds laat en 's nachts           | E G R V                                               |
|                               | 36th Street                             | Stopt alleen 's avonds laat en 's nachts           | E G R V                                               |
|                               | Queens Plaza                            | Stopt gehele dag                                   | E G R V                                               |
|                               | 23rd Street-Ely Avenue                  | Stopt gehele dag                                   | E G V 7 <7>                                           |
| Manhattan                     |                                         |                                                    |                                                       |
|                               | Lexington Avenue-53rd Street            | Stopt gehele dag                                   | E V 4 6 <6> Roosevelt Island Tramway                  |
|                               | Fifth Avenue-53rd Street                | Stopt gehele dag                                   | E V                                                   |
|                               | Seventh Avenue                          | Stopt gehele dag                                   | B D E                                                 |
|                               | 50th Street                             | Stopt gehele dag                                   | A C E                                                 |
|                               | 42nd Street-Port Authority Bus Terminal | Stopt gehele dag                                   | A C E N Q R W 1 2 3 7 <7> Port Authority Bus Terminal |
|                               | 34th Street-Penn Station                | Stopt gehele dag                                   | A C E LIRR NJT Amtrak                                 |
|                               | 23rd Street                             | Stopt gehele dag                                   | A C                                                   |
|                               | 14th Street                             | Stopt gehele dag                                   | A C E L                                               |
|                               | West Fourth Street-Washington Square    | Stopt gehele dag                                   | A B C D E F V                                         |
|                               | Spring Street                           | Stopt gehele dag                                   | A C E                                                 |
|                               | Canal Street                            | Stopt gehele dag                                   | A C E                                                 |
|                               | World Trade Center                      | Stopt gehele dag                                   | A C E 2 3                                             |

 ·  ·  ·  ·  ·  ·  ·  ·  · 